# Sputnik 25
Sputnik 25 è la denominazione con la quale è nota in Occidente la missione spaziale sovietica identificata in cirillico come Луна-4C ovvero Luna 4C, nome che identificava la sonda lanciata nel 1963 ma, a causa di un problema con lo stadio superiore del razzo non riuscì a compiere la missione, ovvero l'allunaggio e il conseguente invio alla Terra dei dati relativi alle caratteristiche meccaniche della superficie lunare e alla presenza di radiazioni e di possibili pericoli legati alla topografia locale come crateri o rocce, in preparazione di futuri spedizioni con esseri umani sulla Luna. La sonda ha raggiunto correttamente l'orbita terrestre, ma non è riuscita ad abbandonarla per dirigersi verso la Luna; il 5 gennaio 1963 la sua orbita decadde, e l'apparecchio andò perduto rientrando nell'atmosfera terrestre.

## Caratteristiche meccaniche
La sonda, pesante 1500 kg, consisteva di una struttura cilindrica contenente i razzi di manovra e di atterraggio, il carburante, la strumentazione atta al mantenimento dell'assetto e le trasmittenti radio, oltre che una struttura sferica contenente il lander, del peso di circa 100 kg. Il lander avrebbe dovuto essere rilasciato dopo l'allunaggio del corpo principale, e portava con sé una fotocamera e la strumentazione preposta alla rilevazione delle radiazioni.

## Curiosità
- All'epoca del lancio, lo Sputnik 25 venne provvisoriamente denominato Sputnik 33 dallo U.S. Naval Space Command Satellite Situation Summary, che seguiva i lanci di sonde sovietiche per conto del governo degli Stati Uniti d'America.